# Приятные плохие мысли
«Приятные плохие мысли» — дебютный студийный альбом рок-группы «Пионерлагерь Пыльная Радуга» первоначально изданный самостоятельно 3 февраля 2011 года.
В феврале 2021 года по случаю годовщины альбом был ремастирован и переиздан ограниченным тиражом на виниле.

## Информация об альбоме
Альбом был записан и спродюсирован полностью Алексеем Румянцевым в двух тверских студиях. За день были записаны барабанные партии на студии «Крафт» Юрия Кравченко там же была сделана за два дня запись басовых партий. Весь остальной материал, а именно гитары и вокал были записаны на репетиционной базе группы Miami Scissors. Запись вокала для всего альбома была выполнена за сутки. Некоторая часть вокальных дорожек была записана самостоятельно Румянцевым на тогдашней работе к примеру песня «Гнездо». Композиция «Гранаты» дебютировала на радио, получив лестные отзывы от группы Jane Air. В сентябре песня «Пионерлагерь» была представлена на радио где лидер группы Алексей Румянцев подчеркнул автобиографическую составляющую текста песни. По собственному признанию песня «Прыгать» была написана после прочтения книги Стивена Кинга вспомнив ранее пережитый катарсис от местности где проходил обучение. Альбом имел три вариации выпуска с разным количеством композиций. Первое издание состояло из девяти композиций в которое была добавлена песня «Битлс». Во втором издании релиза список композиций был расширен до десяти с дополнением песен «Прыгать», «Гнездо» и убрана «Битлс». В третьем релизе присутствовали все три композиции в ранних выпусках. Первая презентация прошла 20 февраля 2011 года в рамках концерта посвящённого Курту Кобейну. Вторая презентация альбома состоялась 2 октября в Москве и 8 октября в Санкт-Петербурга при участии группы Proval. В марте следующего года пройдут съёмки первого видеоклипа в московской студии Mars Records на песню «Пионерлагерь». В 2021 году альбом к десятилетней годовщине получит новое переиздание на грампластинке. Издание на виниле печаталось в Эстонии мастеринг производился по технологии DMM (Direct Metal Mastering). Внешний облик физического вида также будет видоизменён в несколько другой цветовой гамме. Первые два варианты имеют одинаковое внешнее оформление кроме самой грампластинки которая выпущена в чёрном и белом варианте. Помимо обновлённого дизайна вместе с тем будет выпущен ещё один вариант в оригинальном оранжевом цвете.

## Список композиций
Все тексты написаны Алексеем Румянцевым, вся музыка написана группой «Пионерлагерь Пыльная Радуга» за исключением указанных.
| №                   | Название              | Длительность |
| ------------------- | --------------------- | ------------ |
| 1.                  | «Инфрасерое небо»     | 4:22         |
| 2.                  | «Битлс» (The Beatles) | 3:09         |
| 3.                  | «Гранаты»             | 4:20         |
| 4.                  | «Наушники»            | 2:11         |
| 5.                  | «Пионерлагерь»        | 4:17         |
| 6.                  | «Клубника»            | 4:03         |
| 7.                  | «Очки»                | 3:10         |
| 8.                  | «Кленовый сироп»      | 3:24         |
| 9.                  | «Я шёл»               | 4:13         |
| Общая длительность: | Общая длительность:   | 33:09        |

| №   | Название          | Длительность |
| --- | ----------------- | ------------ |
| 1.  | «Кленовый сироп»  | 3:23         |
| 2.  | «Прыгать»         | 4:21         |
| 3.  | «Инфрасерое небо» | 4:22         |
| 4.  | «Клубника»        | 4:02         |
| 5.  | «Пионерлагерь»    | 4:16         |
| 6.  | «Очки»            | 3:09         |
| 7.  | «Я шёл»           | 4:12         |
| 8.  | «Наушники»        | 2:10         |
| 9.  | «Гранаты»         | 4:21         |
| 10. | «Гнездо»          | 4:58         |

| №   | Название              | Длительность |
| --- | --------------------- | ------------ |
| 1.  | «Кленовый сироп»      | 3:23         |
| 2.  | «Прыгать»             | 4:21         |
| 3.  | «Инфрасерое небо»     | 4:22         |
| 4.  | «Клубника»            | 4:02         |
| 5.  | «Пионерлагерь»        | 4:16         |
| 6.  | «Очки»                | 3:09         |
| 7.  | «Битлс» (The Beatles) | 3:09         |
| 8.  | «Я шёл»               | 4:12         |
| 9.  | «Наушники»            | 2:10         |
| 10. | «Гранаты»             | 4:21         |
| 11. | «Гнездо»              | 4:58         |

| №   | Название          | Длительность |
| --- | ----------------- | ------------ |
| 1.  | «Кленовый сироп»  | 3:23         |
| 2.  | «Прыгать»         | 4:21         |
| 3.  | «Инфрасерое небо» | 4:22         |
| 4.  | «Клубника»        | 4:02         |
| 5.  | «Пионерлагерь»    | 4:16         |
| 6.  | «Очки»            | 3:09         |
| 7.  | «Я шёл»           | 4:12         |
| 8.  | «Наушники»        | 2:10         |
| 9.  | «Гранаты»         | 4:21         |
| 10. | «Гнездо»          | 4:58         |

## Участники записи
- Алексей Румянцев — продюсер, вокал, оформление.
- Вячеслав Былинкин — электрогитара.
- Алексей Гордеев — электрогитара.
- Алексей Могилевский — бас-гитара.
- Сергей Захаров — барабаны.

## Рецензии
Разумеется, в их распоряжении уже целый пласт музыки, на которую можно опереться, и опять-таки от сравнения с «Нирваной» им тут не уйти, но на альбоме есть целый ряд песен («Кленовый сироп», «Пионерлагерь», «Очки», «Я шёл»), которые бьют точно в цель, которые хочется подпевать и подобрать на гитаре, — а это, как ни крути, главное. ... Конечно, на альбоме всё небезупречно — и тексты, и музыка, и сама запись, но дело совсем не в этом.  «Пионерлагерь Пыльная Радуга» пересаживают изначально чужую музыку на русскую почву, при этом осмысляя её и перерабатывая, а ведь именно с этого и начался весь отечественный рок — с синтеза западной музыкально-поэтической традиции и русской культуры, «русского духа», если хотите. И в этом, в общем-то, и есть его уникальность. — The Spot, Михаил Савотиков

 Сразу хотелось бы отметить, что у группы большой потенциал. К сожалению, плохую службу музыкантам сослужило желание все-таки соответствовать традициям "русского панка", отчего в альбоме хватает и уныло-однообразного гитарного звучания, и сознательной (похоже, именно сознательной) боязни внести в композиции побольше мелодичности. Понятно, что гранж - жесткая музыка, но все же у основоположников гранжа запоминались именно те песни, в которых наличествовала мелодичность. — Наш Неформат, Татьяна Ежова